# Hans-Wilhelm Albers
Hans-Wilhelm Albers (12 de junho de 1914 - 4 de junho de 1944) foi um oficial alemão que serviu no Deutsches Heer durante a Segunda Guerra Mundial. Foi condecorado com a Cruz de Cavaleiro da Cruz de Ferro.

## Carreira militar

### Patentes
| Leutnant               |
| Oberleutnant           |
| Hauptmann              |
| Major                  |
| Oberstleutnant póstumo |

### Condecorações
| Cruz de Ferro 1ª Classe            |                      |
| Cruz de Ferro 1ª Classe            |                      |
| Cruz Germânica em Ouro             | 21 de agosto de 1942 |
| Allgemeines Sturmabzeichen         |                      |
| Distintivo de feridos em Preto     |                      |
| Distintivo de feridos em Prata     |                      |
| Cruz de Cavaleiro da Cruz de Ferro | 10 de maio de 1943   |